# ヨハネス・テオドール・シュマルハウゼン

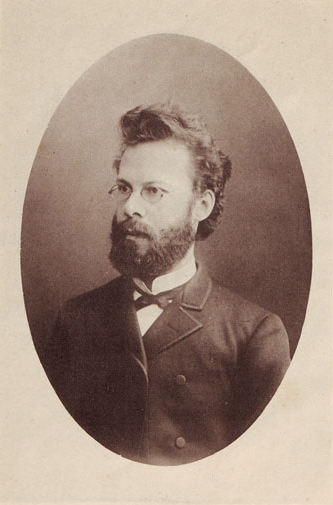
Johannes Theodor Schmalhausen

ヨハネス・テオドール・シュマルハウゼンまたはイワン・フョードロヴィチ・シュマルハウゼン（Johannes Theodor Schmalhausen, ロシア語名:Иван Фёдорович Шмальгаузен、Iwan Fjodorowitsch Schmalhausen、1849年4月15日 - 1894年4月19日）はドイツ系ロシア人の植物学者、古植物学者である。遺伝学者のイワン・イワノビッチ・シュマルハウゼンの父親である。

## 略歴
サンクトペテルブルクで生まれた。父親はサンクトペテルブルク科学アカデミーの司書を務めた人物である。サンクトペテルブルク大学で、アンドレイ・ベケトフ（Andrej Nikolaevich Beketow）のもとで植物学を学び、植物学の論文で大学から賞を受けた。25歳から2年間、ヨーロッパ各地の大学で研究し、1877年にサンクトペテルブルクの帝室植物園の標本室の学芸員になり1878年からキエフ大学の准教授となり、後に植物学の教授、キエフ植物園の園長となった。1893年にサンクトペテルブルク科学アカデミーの会員に選ばれた。
主な研究分野は古植物学と顕花植物である。
キク科の植物の属名、Schmalhauseniaに献名されている。

## 著作
- Flora Südwest-Russlands, Kiew 1886
- Flora Mittel- und Süd-Russland, der Krim und des Nordkaukasus, Kiew 1895-1897
- Kurzes Lehrbuch der Botanik, Kiew 1887, 2. Auflage 1899
- Beiträge zur Kenntniss der Milchsaftbehälter der Pflanzen, 1877
- Beiträge zur Jura-Flora Russlands, 1879.
- Beiträge zur Tertiärflora Süd-West-Russlands, 1883.
- Tertiäre Pflanzen der Insel Neusibirien, 1890
- Die Pflanzenreste der artinskien und permischen Ablagerungen im Osten des Europaischen Russlands, Abhandlungen des Geologischen Komitees 1887
- Ueber tertiäre Pflanzen aus dem Thale des Flusses Buchtorma am Fusse des Altaigebirges, Palaeontographica 1887, 181-216